# Landsknechtbrunnen

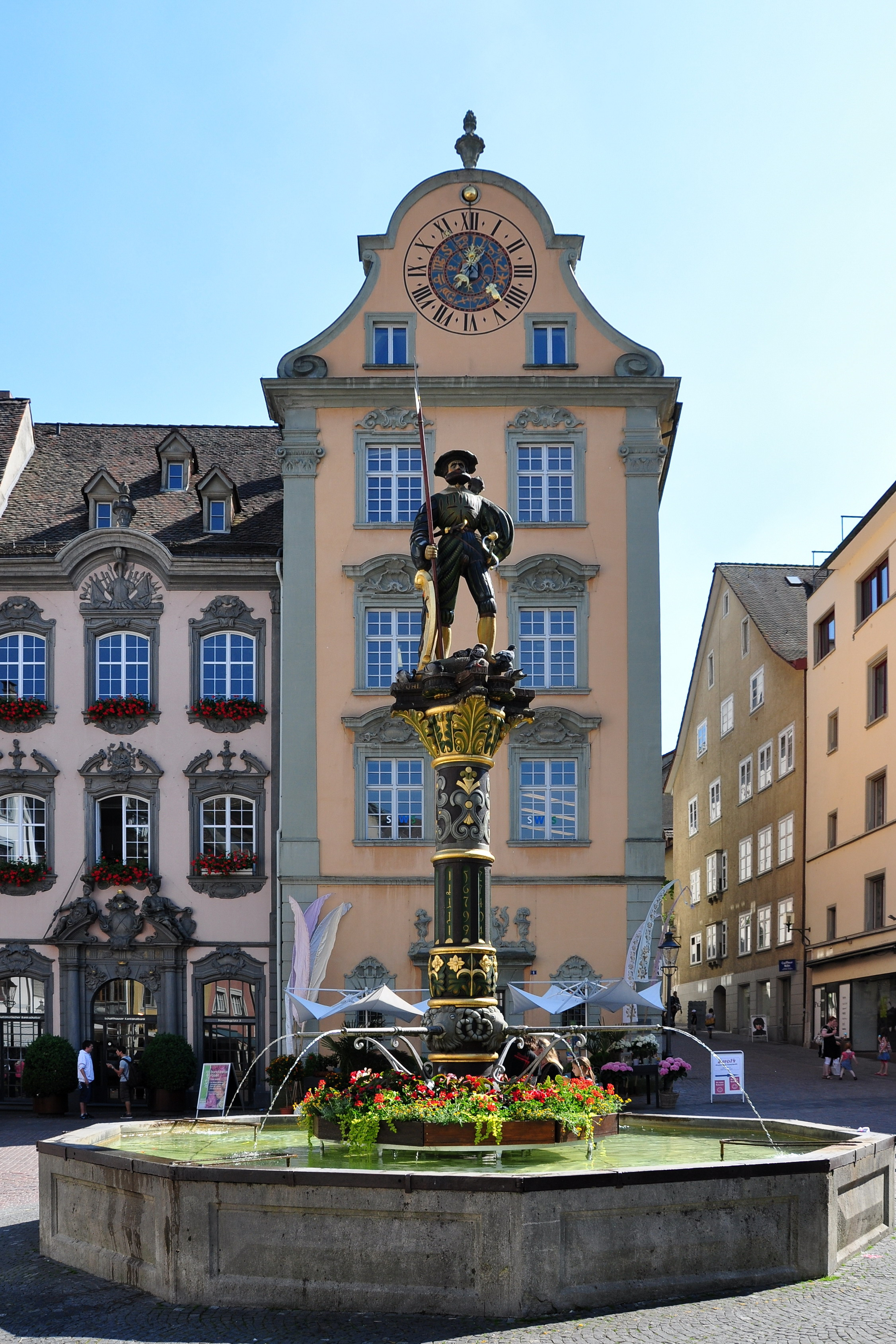
Landsknechtbrunnen 2010

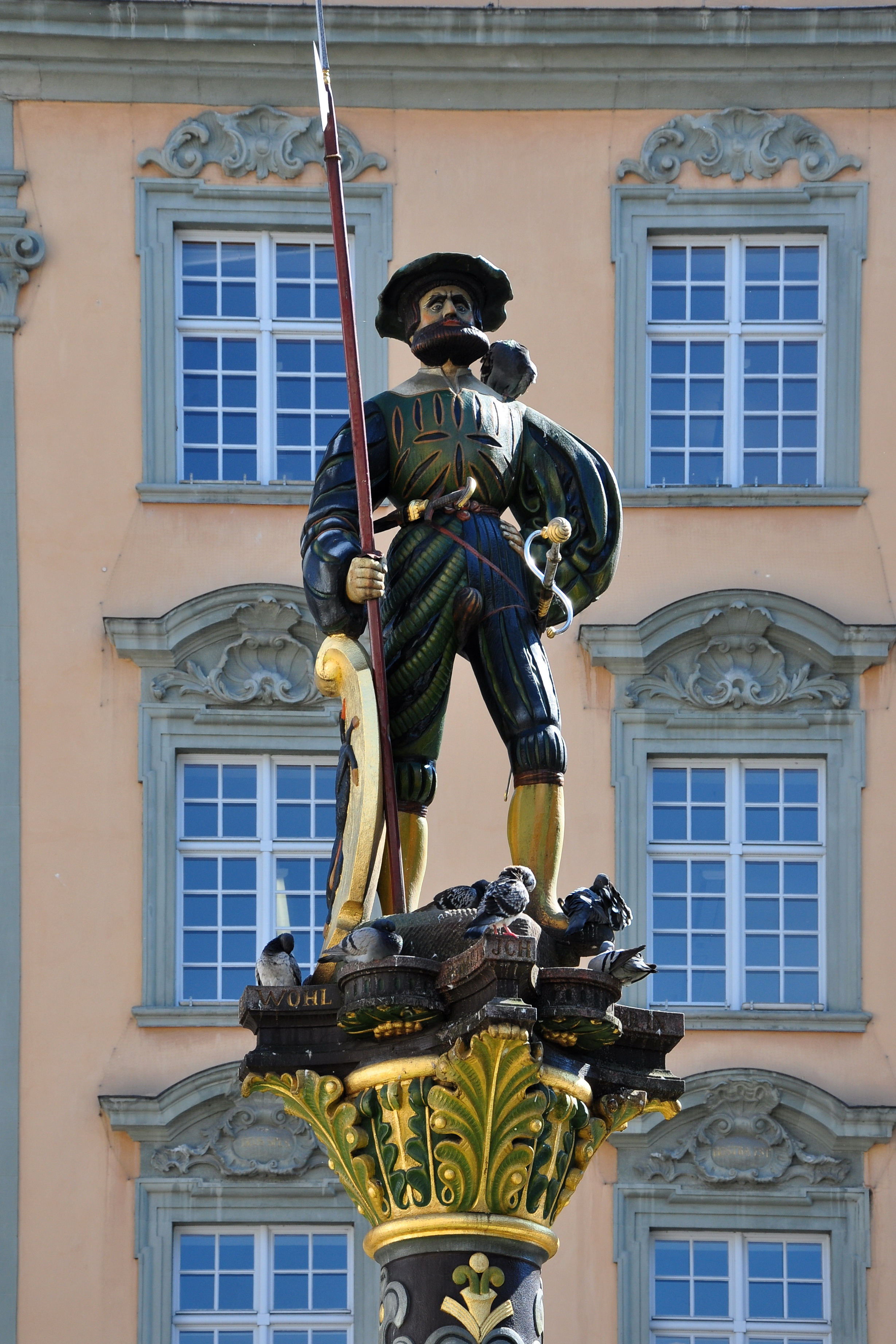
Landsknecht-Statue auf der Brunnensäule

Der Landsknechtbrunnen oder Metzgerbrunnen steht auf der Südseite des Fronwagplatzes vor dem Fronwagturm in Schaffhausen.
Im Zentrum des zehneckigen Brunnenbeckens mit einer Seitenlänge von 2,1 Metern steht eine Säule mit dem Standbild eines Landsknechts. Dieser soll die Wehrhaftigkeit der Stadt symbolisieren. Der vierröhrige Brunnen ist der grösste Zierbrunnen Schaffhausens.
Der Brunnen wurde im Jahr 1524 erbaut. Auf der Brunnensäule sind die Jahreszahlen verschiedener Renovationen zu erkennen. Das Original des Standbildes steht heute im Museum zu Allerheiligen.

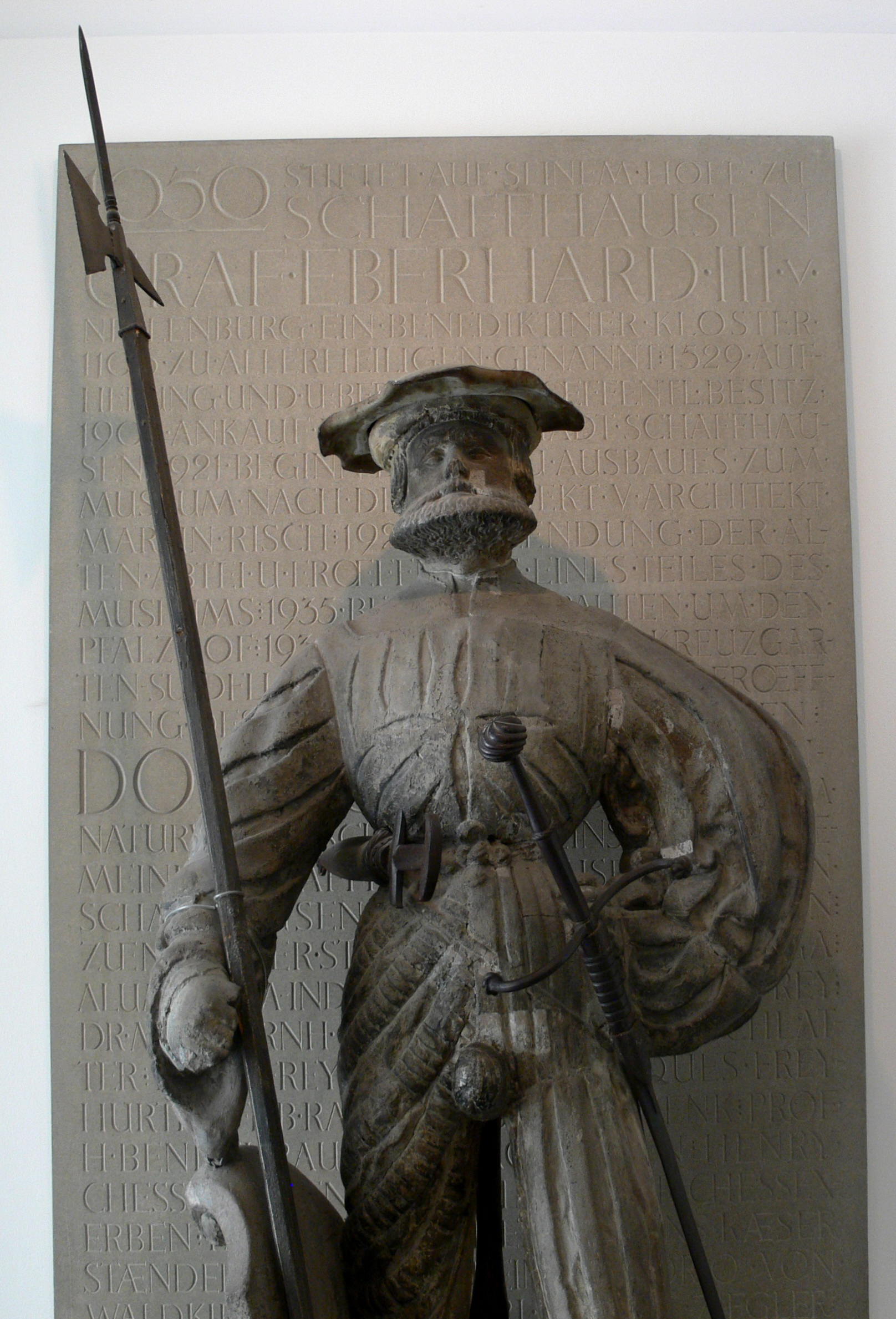
Originalstatue des Landsknechtbrunnens
Historische Aufnahme von 1901
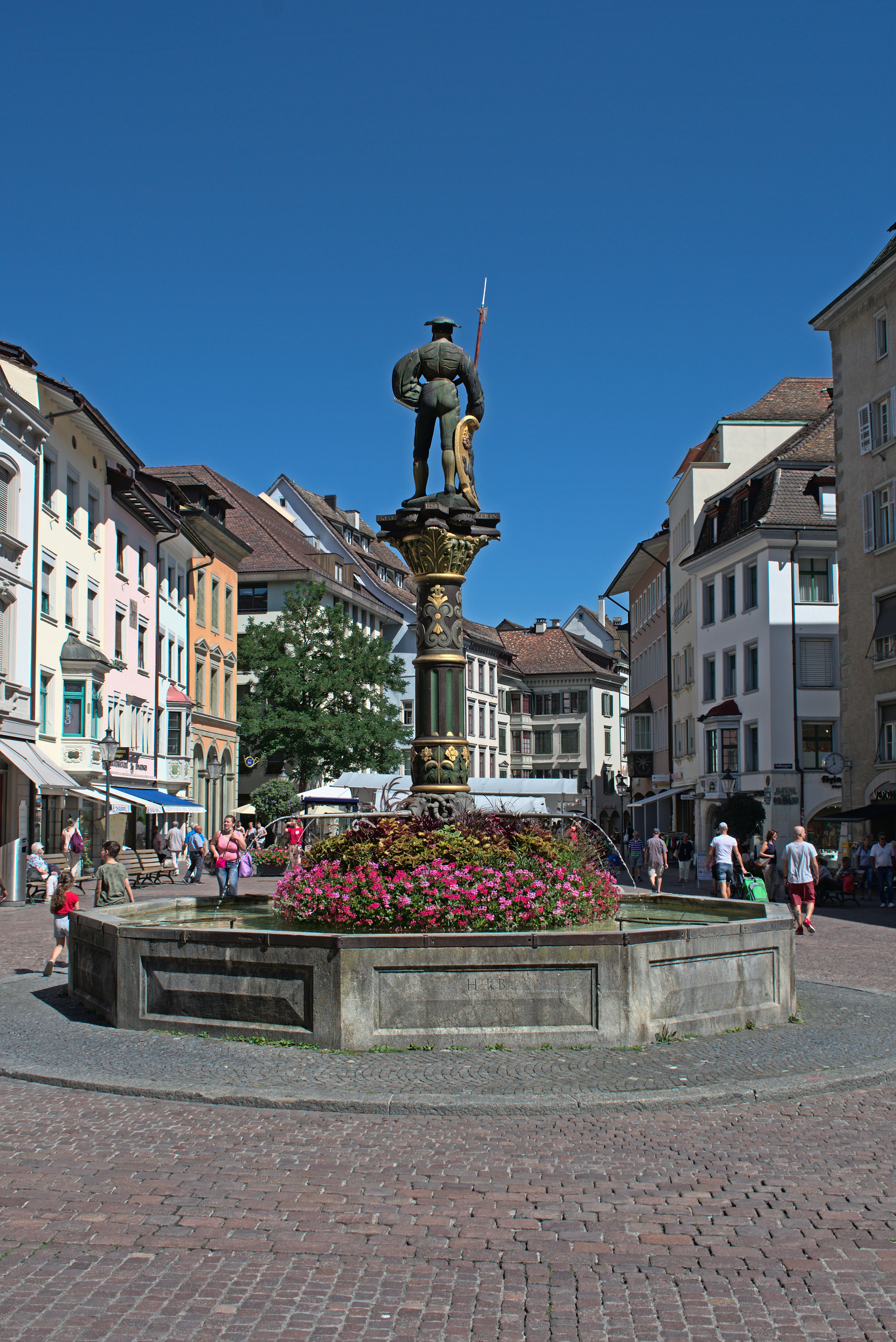
Rückseite des Brunnens, Blickrichtung nach Norden, 2020